# Kukurydza (singel)
Kukurydza – singel Koli z albumu Szemrany. Wydany w 1999 roku przez wytwórnię Warner Music Poland.

## Lista utworów
1. "Kukurydza"
2. "Prokukurydza"
3. "Kukurydza (Album Version)"
4. "Tango Oranżeria"

## Twórcy
- Teksty: Spięty Hubert
- Muzyka: Spięty Hubert & Koli
- Gościnnie Sławek Janowski w utworze Tango Oranżeria